# Schizovalva naufraga
Schizovalva naufraga is een vlinder uit de familie tastermotten (Gelechiidae). De wetenschappelijke naam van deze soort is voor het eerst geldig gepubliceerd in 1911 door Meyrick.
De soort komt voor in tropisch Afrika.
De vleugels hebben een spanwijdte van ongeveer 18mm. De voorvleugels zijn donker, licht paarsachtig getint, overgoten met een zwartachtig tint richting de dorsale streep. Er is een matig brede, witachtig-okerkleurige dorsale streep van de basis tot aan de onderkant van de vleugel, de uiteinden zijn puntig, de bovenrand is enigszins prominent op een kwart en in het midden van de vleugel, met een duidelijk driehoekig uitsteeksel voor de onderkant van de vleugel. De achtervleugels zijn grijs.
1. ↑  Transvaal Museum., Transvaal Museum (1911). Annals of the Transvaal Museum. Transvaal Museum,, Pretoria :.